# Ramla
Ramla (tiếng Hebrew: רַמְלָה Ramlāh; tiếng Ả Rập: الرملة ar-Ramlah, cũng gọi là Ramlah, Ramle, Remle và đôi khi Rama) là một thành phố ở miền trung của Israel. Thành phố Ramla thuộc quận. Thành phố này có diện tích km2, dân số là người. Thành phố chủ yếu là người Do Thái với một thiểu số Ả Rập đáng kể. Ramla được thành lập vào khoảng năm 705-715 bởi Caliph Umayyad Suleiman ibn Abed al-Malik sau cuộc chinh phục của Ả Rập đối với khu vực. Ramla nằm dọc theo các tuyến đường của Maris Via, kết nối cũ Cairo (Fustat) với Damascus, tại giao lộ của các tuyến đường kết nối cổng Jaffa với Jerusalem.
Địa điểm này đã bị nhiều lực lượng khác nhau chiếm đóng trong quá trình lịch sử của nó, bởi các Abbasids, Ikhshidids, Fatamids, Seljuqs, Thập tự chinh, Mameluks, Thổ Nhĩ Kỳ, Anh, và Israel. Sau khi bùng phát dịch Cái chết Đen năm 1347, một trận dịch làm giảm nhiều dân cư, một lệnh của các tu sĩ dòng Phanxicô thành lập một sự hiện diện trong thành phố. Dưới thời cai trị của Ả Rập và Ottoman, thành phố trở thành một trung tâm thương mại quan trọng. Quân đội Pháp của Napoleon chiếm đóng năm 1799 trên đường tới Acre.
Hầu hết các cư dân Ả Rập của thị trấn đã bị trục xuất trong thời gian Chiến tranh Ả Rập-Israel năm 1948 trong khi những người khác vẫn ở lại thị trấn. Thị trấn sau đó đã được repopulated bởi người nhập cư Do Thái. Trong năm 2001, 80% dân số là người Do Thái và 20% Ả Rập (16% người Hồi giáo Ả Rập và 4% Kitô hữu Ả Rập).
Trong những năm gần đây, các nỗ lực đã được thực hiện để phát triển và làm đẹp thành phố, đã bị cản trở bởi bỏ bê, các vấn đề tài chính và một hình ảnh tiêu cực của công chúng. Trung tâm mua sắm mới và công viên công cộng đã được xây dựng, và một bảo tàng, thành phố trực thuộc Trung ương mở cửa vào năm 2001. 